# 三つの歌
『三つの歌』（みっつのうた）は、NHKラジオ第1放送で放送された聴取者参加型の娯楽番組。出場者がピアノの伴奏をヒントに曲目を類推し、さらに歌詞を正しく歌えるかを競う、「歌謡クイズ番組」である。
1951年11月2日に特集番組として最初の放送が行われ、1952年1月7日からレギュラー放送を開始。1970年3月30日まで18年3か月間放送された。その間の1953年から1957年まではNHK総合テレビでも同時放送が行われた。

## 概要
観客を入れての公開放送方式で、その場で出場者を募った。出場者は最大3曲の歌唱に挑戦でき、3曲すべてを歌えると賞金2000円、2曲で500円、1曲で300円が獲得できた。
「クイズのスリルと“素人のど自慢”の魅力」の融合に加え、司会・宮田輝（当時NHKアナウンサー）と出場者とのユーモラスな会話のやり取りがたちまち人気を博し、常に聴取率ランキングの上位に位置したとされる。放送開始当初は、公開放送の参加申し込みはがきは毎週1万通以上に達し、地方放送の際の会場使用の申し出が絶えなかったとされる。

## 出演者
- 司会 - 宮田輝（当時NHKアナウンサー）
- ピアノ演奏 - 天池真佐雄
  - 天地は後述のテーマ音楽の作曲も担当。

宮田が番組冒頭に決まって行なう「みんなに親しまれた古い歌、だれでも知っている新しい歌……」の口上が親しまれた。

## 主題歌
- 「三つの歌」（作詞・作曲：天池真佐雄）

1952年にキングレコードから越山あつ子、荒井恵子の歌でシングルレコードが発売されている。

## エピソード
1953年ごろには、参加料を取って公演する偽物の『三つの歌』の興行が地方で横行し、同じ町で本物の『三つの歌』と偽物がぶつかるということもあった。